# Caio Terentílio Arsa
Caio Terentílio Arsa ou Terentílio (em latim: Gaius Terentilius Harsa) foi um Tribuno da plebe da República Romana por volta de 462 a.C.

## Vida
Terentílio fez um movimento político por um código formal de leis - a Lex Terentilia - no início da República Romana. Ele aproveitou o fato de os cônsules estarem ausentes em uma campanha contra os volscos para pressionar o Senado romano, controlado por patrícios, pelo código.
Os patrícios fingiam fazer as pazes com Terentílio, mas na verdade não tinham intenção de codificar as leis a seu pedido. O escritor florentino Nicolau Maquiavel, mais tarde, comentou que isso era semelhante ao 'Dez da Guerra' florentino que acabou sendo restabelecido quando o povo percebeu que era o abuso excessivo de autoridade que era desprezado, não o título ou a função do próprio cargo.
A história de Terentílio vem até nós de uma fonte, o Livro III da História de Tito Lívio.